# Typopsilopa ethiopiae
Typopsilopa ethiopiae är en tvåvingeart som beskrevs av Wirth 1968. Typopsilopa ethiopiae ingår i släktet Typopsilopa och familjen vattenflugor.
Artens utbredningsområde är Etiopien. Inga underarter finns listade i Catalogue of Life.